# Honda NSR 250
Die Honda NSR 250 (1985) war ein Rennmotorrad des japanischen Herstellers Honda, das 1985 in der Motorrad-Weltmeisterschaft von Freddie Spencer und Toni Mang gefahren wurde. Die Honda NSR 250 war das dominierende Rennmotorrad in seiner Klasse; Spencer gewann sieben von zehn Rennen, an denen er teilnahm, Mang weitere zwei Rennen.

## Geschichte und Technik
Die Honda RS 250 R von 1984 war eine erfolglose Rennmaschine, deren Nachfolgerin von Grund auf neu konstruiert werden musste. Honda entwickelte neben einer V4-Rennmaschine für die 500er-Klasse eine 250er V2 mit Auslasssteuerung. Um die Umstellung von der 250er Rennmaschine auf die 500er Honda NSR zu vereinfachen, wurde das kleinere Modell vom Fahrverhalten „so ähnlich wie möglich“ dem größeren Modell angepasst. Damit sollte dem Fahrer, der beide Motorräder im Rennen bewegen sollte, die Umstellung vereinfacht werden. Der aus Aluminium gefertigte Brückenrorrahmen der 250er hatte zwar den kürzeren Radstand, jedoch die etwas ungünstigere Gewichtsverteilung. Das Vorderrad in der Größe 12/60–16 wurde mit einer 40-mm-Teleskopgabel (mit Anti-Dive), das 15/61–17 Hinterrad mit einem Pro-Link-Zentralfederbein geführt, das so später in die Serienproduktion übernommen wurde. Das Motorrad war so leicht, dass das Mindestgewicht auch ohne Karbonfelgen erreicht wurde.
Der quer eingebaute Motor der 250er NSR entsprach, bis auf die fehlenden zwei Zylinder, dem größeren Motor. Er war jedoch etwas kurzhubiger ausgelegt und mit einem 38-mm-Rundschiebervergaser statt zwei 34-mm-Vergasern ausgerüstet. Die elektronische Zündung stammte von OKI. Um den damals üblichen Schiebestart zu erleichtern, wurde die Verdichtung etwas reduziert. Freddie Spencer gelangen mit der NSR 250 „grandiose Starts“, die ihn dem Feld davoneilen ließen.
Freddie Spencer wurde 1985 mit der NSR 250 Weltmeister in der Klasse bis 250 cm³, mit dem größeren Modell, der Honda NSR 500, Weltmeister in der Klasse bis 500 cm³. Von der Honda NSR 250 wurden vier Exemplare gefertigt, deren Wert heute als unbezahlbar eingestuft wird.

„Die NSR 250 von 1985 ist das beste Rennmotorrad das ich je bewegt habe.“

Durch den Erfolg der NSR 250 beflügelt, legte Honda daneben einen Production-Racer auf, die Honda RS 250 R für Privatfahrer. Die 1988er Version leistete 74 PS bei 12.000/min, die 2002er Version, für 22.800 Euro erhältlich, kam auf 94 PS bei 12.700/min.

## Weltmeisterschaften
Die Honda NSR 250 wurde stetig weiterentwickelt; der Werksrenner NSR 250 mit V2-Motor wurde bis zum Saisonende der Motorrad-Weltmeisterschaft 2009 und dem Verbot des Zweitaktmotors von verschiedenen Fahrern pilotiert. Insgesamt gewann Honda mit der NSR 250 von 1985 bis 2009 elf Weltmeisterschaften; letzter Weltmeister der 250-cm³-Klasse wurde Hiroshi Aoyama.
Weltmeister auf Honda NSR 250
- 1985 –  Freddie Spencer
- 1987 –  Toni Mang
- 1988, 1989 –  Sito Pons
- 1991, 1992 –  Luca Cadalora
- 1997 –  Max Biaggi
- 2001 –  Daijirō Katō
- 2004, 2005 –  Dani Pedrosa
- 2009 –  Hiroshi Aoyama

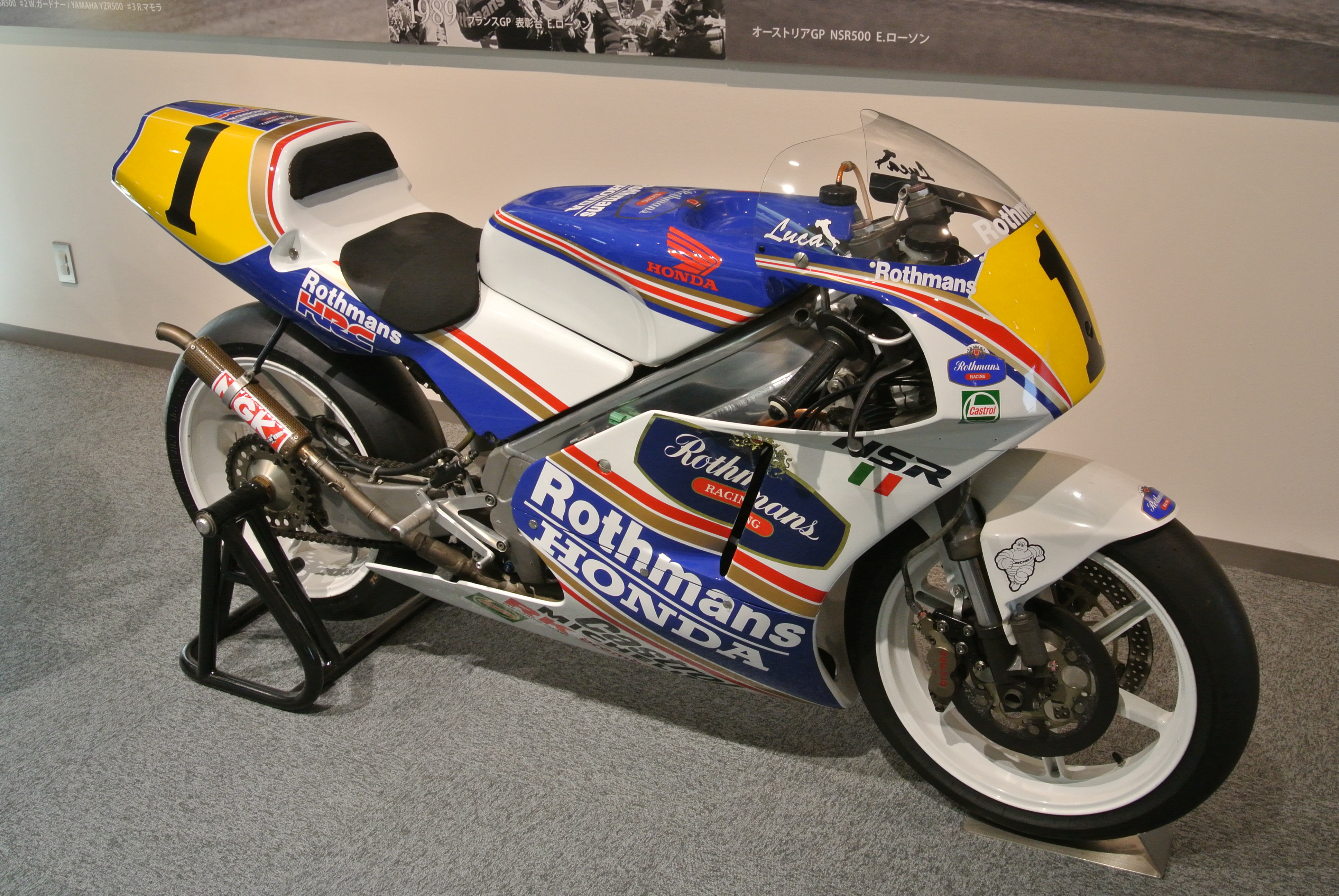
1992er-Weltmeistermaschine von Luca Cadalora
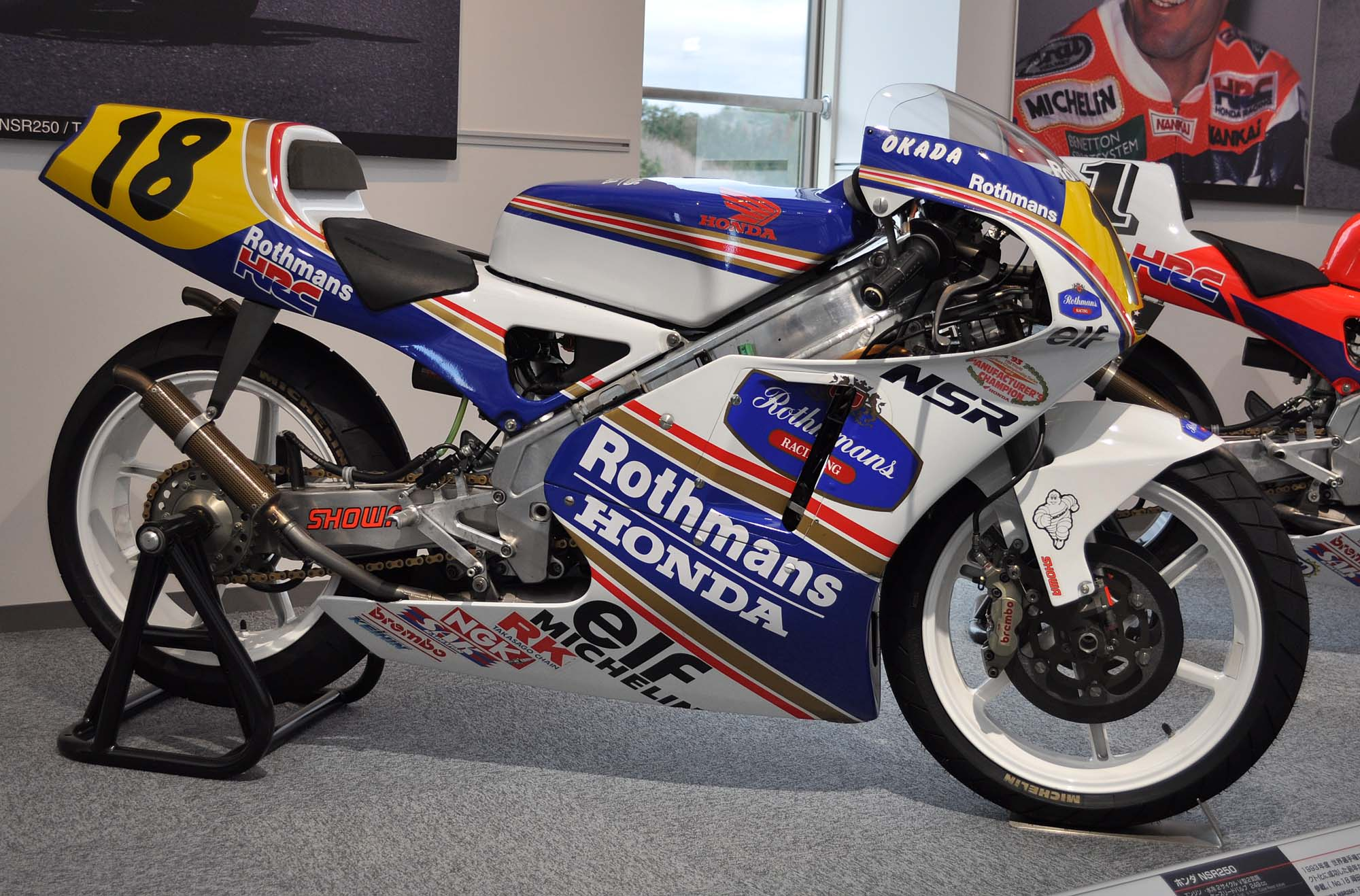
Tadayuki Okadas NSR 250 der Saison 1993
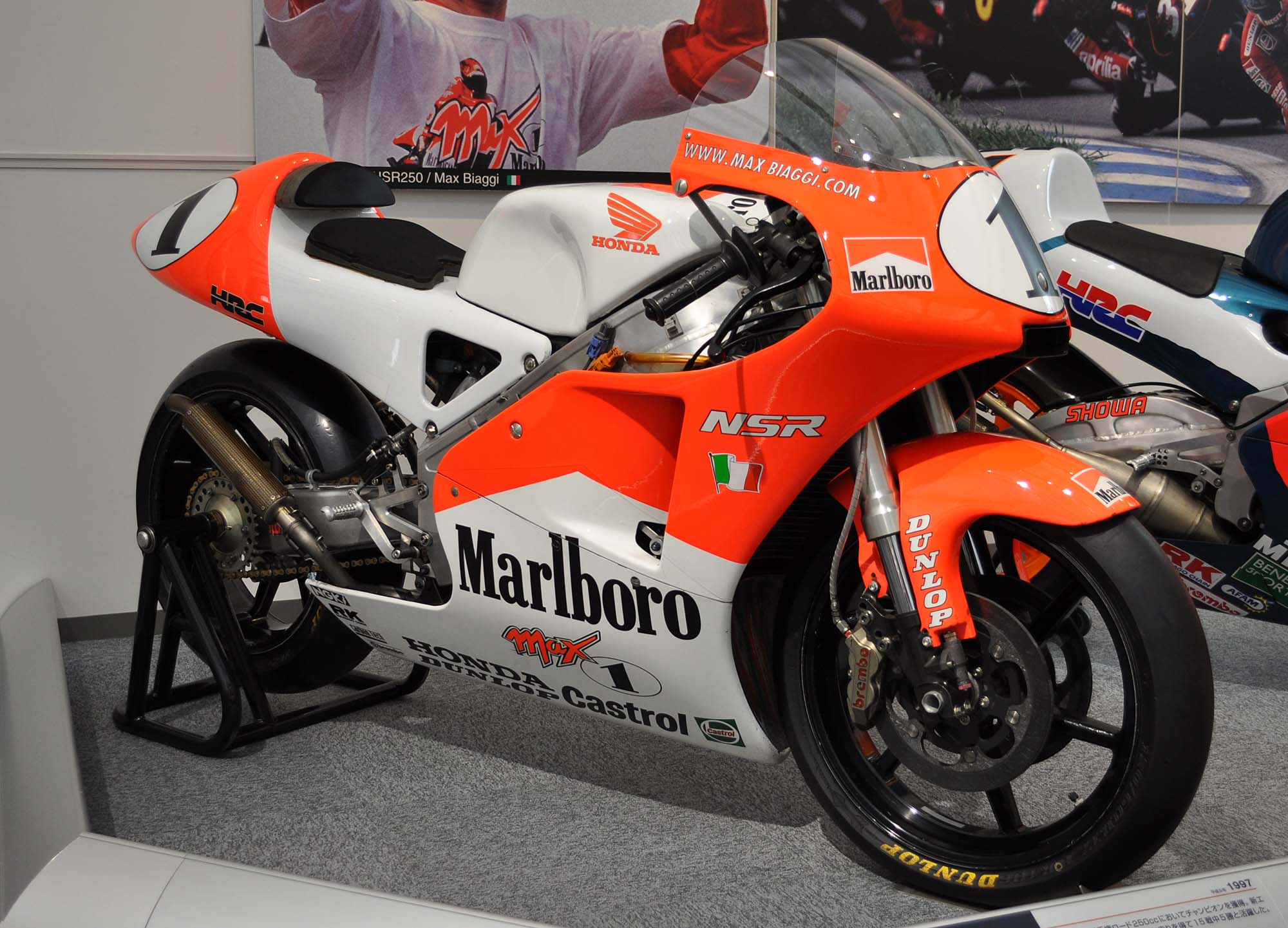
Weltmeistermaschine 1997 von Max Biaggi
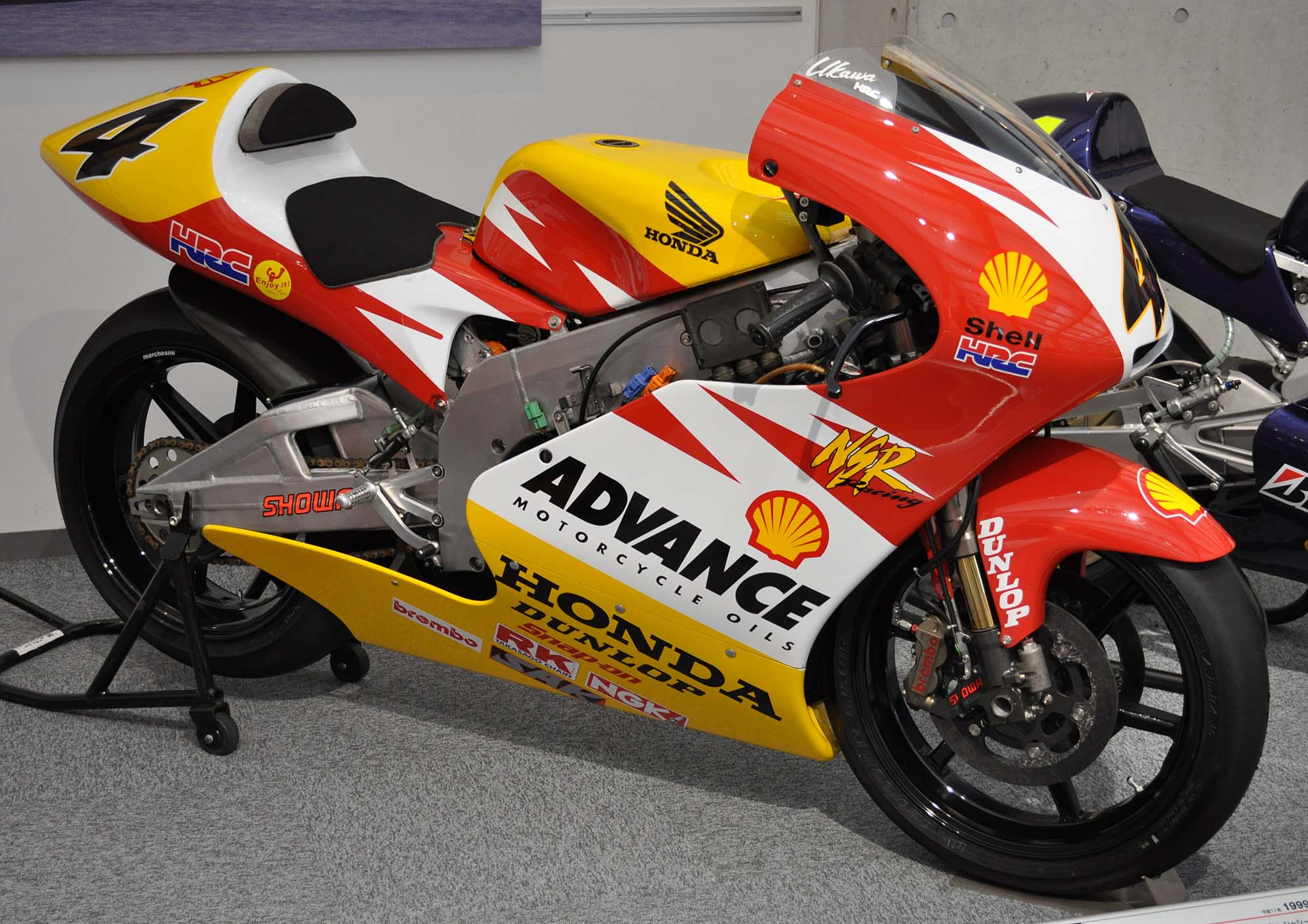
1999er-NSR 250 von Tōru Ukawa
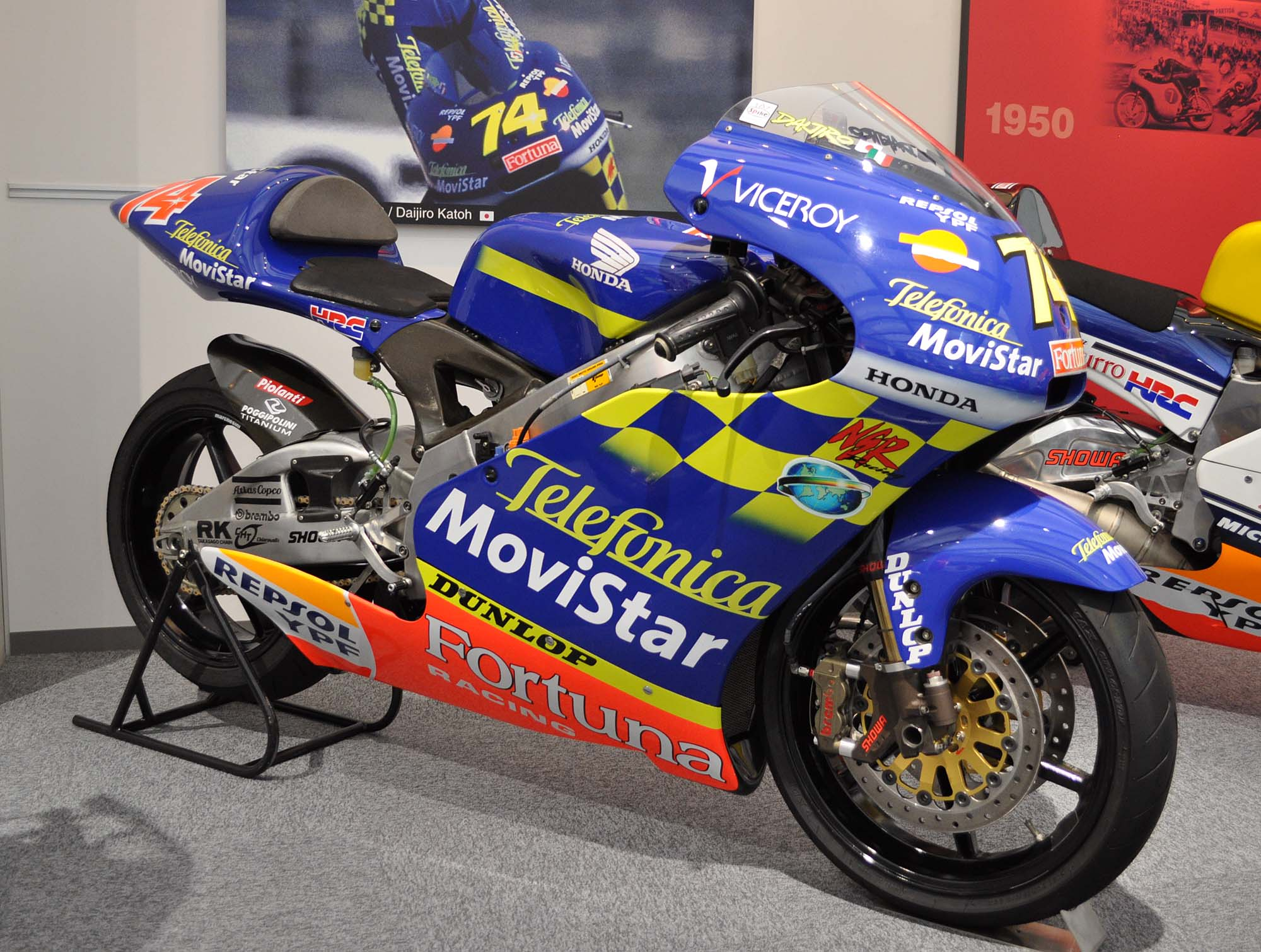
Die 2001er-Weltmeistermaschine von Daijirō Katō

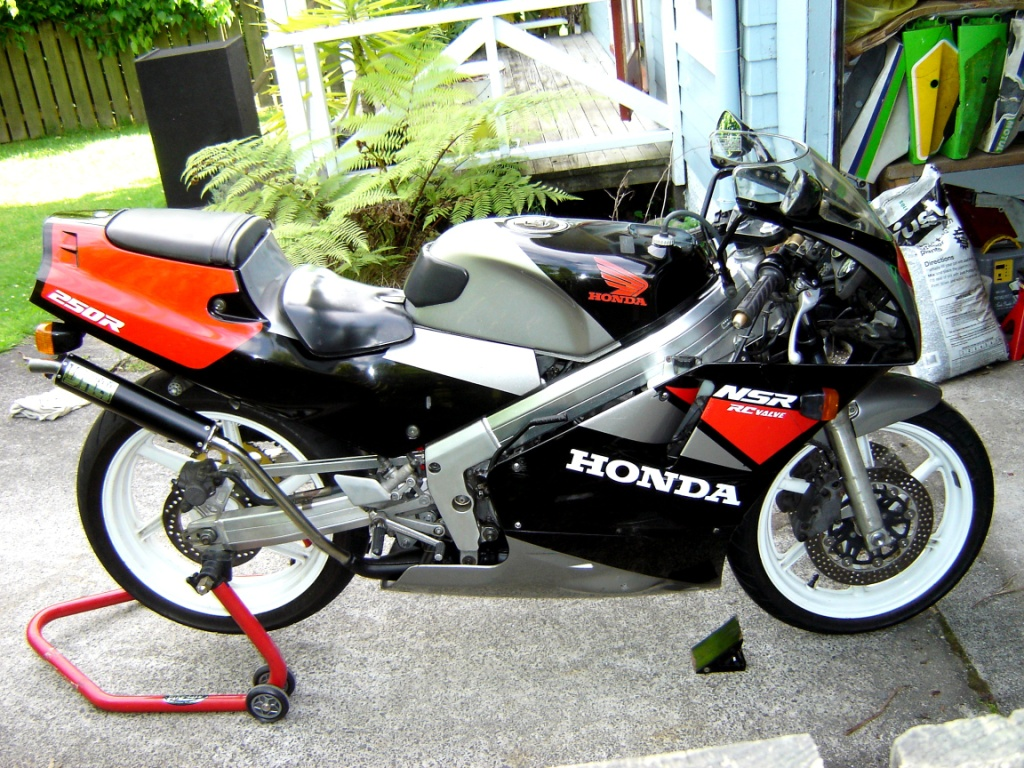
Honda NSR 250 R

## Straßenmodell
Als Straßenmodell wurde die Honda NSR 250 R mit 45 PS ab 1987 (MC 16) bis 1999 (MC 28) überwiegend für den japanischen Markt gefertigt. Von der NSR 250 waren einige wenige auch in Deutschland erhältlich.
Da die Honda NSR 250 jedoch im Gegensatz zu ihrem vergleichbaren Konkurrenzmodell von Suzuki, der RGV 250 nie offiziell nach Deutschland importiert wurde, sind diese Maschinen in Deutschland sehr selten und entsprechend gefragt. Inoffiziell wurde die NSR 250 R von 1990 bis 1999 nach Deutschland importiert.
Dazu kommt ebenfalls die Problematik, dass durch die Verschärfung der Abgasnormen Neuzulassungen dieser Maschinen, sofern jetzt noch erhaltene Maschinen aus Übersee importiert werden sollten, ausgeschlossen sind.
Bereits in den 90er Jahren zugelassenen Maschinen genießen jedoch Bestandsschutz und dürfen weiterhin betrieben werden.